# André Barsacq
Pour les articles homonymes, voir Barsacq.
André Barsacq (né le 5 février 1909 à Théodosie, en Crimée et mort le 3 février 1973 à Paris 18e) est un dramaturge, metteur en scène, directeur de théâtre, réalisateur français de cinéma et de télévision. Il fut également décorateur, scénographe et animateur.

## Biographie
L'enfance d'André Barsacq, né en Crimée, se déroule au bord de la Mer Noire où son père, Joseph, un ingénieur agronome français, d'une lignée terrienne issue des Landes, introduit de nouvelles techniques de traitement des vignobles.
Le décès prématuré de son mari, à l'âge de 33 ans, oblige sa mère, Olga, née dans une famille d'exilés politiques russes, à rentrer en France avec ses deux fils. Léon Barsacq, l'aîné, sera toute sa vie très proche de son frère André, de deux ans son cadet.
Tous deux choisissent de poursuivre une carrière artistique. Léon Barsacq deviendra l'un des premiers décorateurs français de cinéma de son temps, travaillant notamment avec Jean Renoir, Marcel Carné ou René Clair.
À Paris, André Barsacq fait ses études au lycée Henri-IV, puis à l’École nationale supérieure des arts décoratifs de Paris, section architecture. Il se passionne alors pour l'effort de rénovation dramatique conduit par Jacques Copeau. À la même époque, il se passionne aussi pour la section russe du Théâtre de l'Exposition Internationale de 1925 et pour les dernières saisons chorégraphiques et lyriques de la Compagnie de Serge Diaghilev, à quoi s'ajoutent des alliances familiales qui le conduisent dans l'entourage du peintre Léon Bakst. Autant de circonstances fécondes et décisives pour sa vocation et son orientation.
Après avoir vu, en 1925, l'adaptation par Jean Cocteau de l’Antigone de Sophocle mise en scène par Charles Dullin dans son Théâtre de l'Atelier, il décide de consacrer sa vie au théâtre et entre chez Dullin en 1927 en qualité de décorateur. Son premier succès éclatant lui est donné à dix-huit ans avec la création des décors et des costumes de Volpone de Jules Romains et Stefan Zweig, d'après Ben Jonson, mis en scène par Charles Dullin.
Il travaille une dizaine d'années avec ce dernier, en compagnie d'Antonin Artaud, Jean Hugo, Jean-Louis Barrault, Jean Grémillon ou Roger Blin. Il conçoit les décors et les costumes pour Le Stratagème des roués de George Farquhar (1930), Musse de Jules Romains (1930), Le Médecin de son honneur de Calderon (1935) adapté par Alexandre Arnoux et Le Fils de Don Quichotte de Pierre Frondaie (1935). Il renouvelle par ailleurs, en 1930, pour la Compagnie des Quinze de Michel Saint-Denis, le dispositif scénique du Théâtre du Vieux-Colombier imaginé en 1919 par Jacques Copeau et Louis Jouvet. Dans ce nouveau dispositif seront jouées deux pièces d'André Obey dont il dessine les décors : Noé (1930) et Le viol de Lucrèce (1931). Durant ces années, « André Barsacq transforma subtilement le métier : de décorateur, considéré alors comme un ensemblier, il devient scénographe, créant une symbiose profonde, aujourd'hui évidente entre texte et contexte ». Un jugement qui rejoint celui d'André Levinson, qui observe que « à l'exclusion de tout ornement superflu, tout dans son décor était fonction de l'ouvrage représenté, nécessité vitale du spectacle. Il ne fixait pas seulement certains aspects extérieurs du spectacle à venir, mais jusqu'à un certain point, il en préfigurait le mouvement et en amorçait les effets. » André Barsacq définit ainsi les principes de son esthétique : « Supprimer le cadre, sortir l'action du fond du plateau, la projeter devant.» Et de poursuivre : « La scène ne sera plus étouffée par des penderillons et des frises, la lumière, enfin débarrassée de toute poussière, pourra jouer librement sur les gestes et les physionomies des acteurs.» 

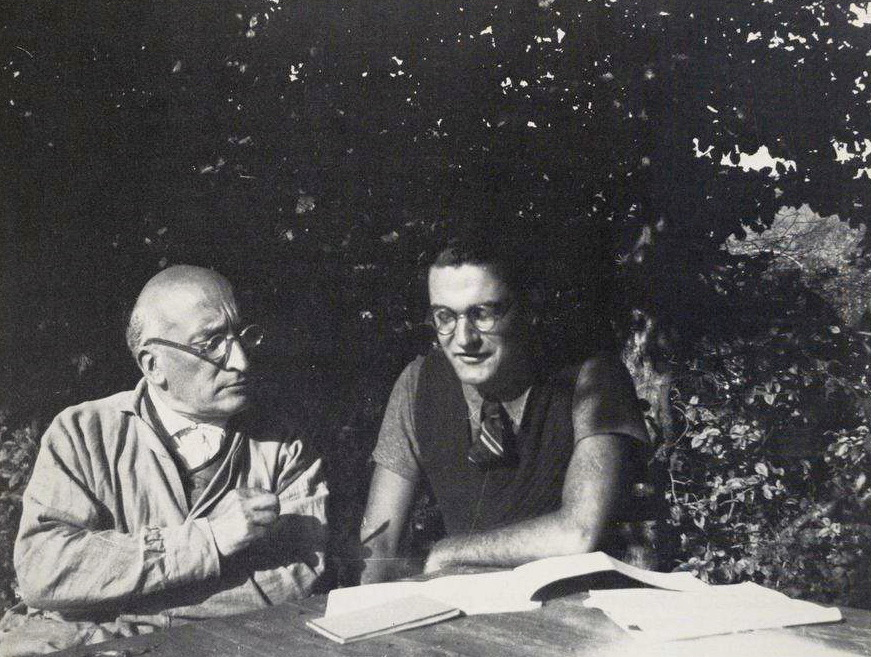
Jacques Copeau et André Barsacq

En 1933, André Barsacq part avec Jacques Copeau en Italie, pour participer à la mise en scène des grands spectacles de plein air organisés par le Mai Florentin : Le Mystère de Santa Uliva, une légende du XVIe siècle. Il  retourne à Florence en 1935, toujours avec Jacques Copeau, pour la réalisation de Savonarole crée sur la Piazza della Signoria. Il dessine et réalise les costumes, la décoration, les scènes d'évolution, l'agencement de la loge des Lanzi destinée à abriter l'orchestre et les chœurs, et l'installation des gradins capables de contenir trois mille spectateurs. Ce spectacle eut une influence décisive sur Giorgio Strehler.
En 1936, il conçoit pour Jacques Copeau les décors et les costumes de Napoléon Unique de Paul Reynal au Théâtre de la porte Saint Martin. La même année, à la demande d'Ida Rubinstein, il décore et dessine les costumes du ballet-théâtral Perséphone d'André Gide sur une musique d'Igor Stravinsky et dans mise en scène de Jacques Copeau. Il travaille également à la création du ballet Sémiramis avec Ida Rubinstein, Arthur Honegger et Paul Valéry - un ballet dont il assure décors, costumes et scénographie à l'Opéra de Paris.
En juillet 1943, André Barsacq et Jacques Copeau travaillent une dernière fois ensemble pour la mise en scène de l'adaptation d'une œuvre médiévale, Le Miracle du pain doré, dans la cour d'honneur des Hospices de Beaune. Parallèlement à cette activité théâtrale, André Barsacq collabore, comme décorateur, avec de grands cinéastes. Il conçoit les décors de L'Argent (1928) et de L'Honorable Catherine (1942) pour Marcel L'Herbier ; ceux de Maldone (1927), de Gardien de Phare (1929), de Lumière d'été (1942) et de La Dolorosa (1934) pour Jean Grémillon ; ceux de Martyre de l'Obèse (1932) pour Pierre Chenal et de Courrier Sud (1935) pour Pierre Billon ; enfin ceux de Yoshiwara (1936) pour Max Ophüls. Il est également assistant-réalisateur de Jean Grémillon pour Maldone, Gardien de Phare et La Dolorosa.

### La Compagnie des Quatre Saisons
En 1937, tandis qu'il est auprès de Raymond Cogniat vice-président de la classe 70 des décorateurs de théâtre à l'Exposition internationale  de Paris (où il est également l'architecte du Théâtre de Verdure et du Théâtre Volant), André Barsacq fonde avec Jean Dasté - le gendre de Jacques Copeau -, Maurice Jacquemont et Pierre Barbier la Compagnie des Quatre Saisons. Désormais, sa carrière se confond avec celle de la jeune troupe. Il en assume les responsabilités de direction, de mise en scène et de décoration.
Longtemps avant l'explosion de la décentralisation puis des maisons de la culture, il conduit les Quatre Saisons à travers la France, à la rencontre des publics les plus divers, cheminots, pêcheurs, badauds… La toute première représentation de la troupe se déroule en mai 1937 devant les cheminots du Réseau de l'État sur des tréteaux installés en forêt de Rambouillet. Elle y joue Le Médecin volant de Molière, qu'elle reprend le 14 juillet 1937 sur le Pont-Neuf de Paris. À l’Exposition Internationale de Paris, la Compagnie des Quatre Saisons emporte un succès éclatant avec Le Roi Cerf de Carlo Gozzi. Elle est aussitôt sollicitée par le French Theatre de New York.
À l'instar de celle du Vieux-Colombier vingt ans plus tôt, la troupe s'embarque pour New-York où, pendant la saison 1937-1938, elle joue sept spectacles mis en scène par André Barsacq, qui se lie alors d'amitié avec Antoine de Saint-Exupéry et Orson Welles. Parmi ces pièces, on dénombre Le voyage de Monsieur Perrichon d'Eugène Labiche, Knock de Jules Romains, Jean de la Lune de Marcel Achard, Y'avait un prisonnier de Jean Anouilh et Fantasio de Alfred de Musset.
Après ses succès new-yorkais, la Compagnie des Quatre Saisons joue le même répertoire à Rio de Janeiro. Puis elle rentre en France fin 1938 pour créer, au Théâtre des Arts, Le Bal des voleurs de Jean Anouilh, dans une mise en scène, décors et costumes d'André Barsacq.
La Compagnie des Quatre Saisons retourne encore une fois à New York pour y présenter huit spectacles. Cinq d'entre eux sont montés par André Barsacq, dont Les Fourberies de Scapin de Molière, Chacun sa vérité de Luigi Pirandello, Siegfried de Jean Giraudoux et L'Enterrement d'Henry Monnier.
Ami de Robert Desnos, André Barsacq entreprend alors de collaborer avec Jules Supervielle, ce que la déclaration de guerre empêche.

### La direction du Théâtre de l'Atelier
Un moment suspendues par la guerre, les activités de la Compagnie des Quatre Saisons vont soudain connaître un nouveau tournant. En 1940, Charles Dullin quitte le Théâtre de l'Atelier qu'il animait depuis 1922, pour prendre d'abord la direction du Théâtre de Paris puis, une année plus tard, celle du Théâtre Sarah Bernhardt rebaptisé Théâtre de la Cité. Il confie sa succession à André Barsacq. L'essentiel de l'œuvre de metteur en scène, de décorateur, d'auteur et d'adaptateur d'André Barsacq se réalise alors sur la scène de ce théâtre.
Il y fait jouer des œuvres d'auteurs alors vivants tels que Jean Anouilh, Antigone, Le Bal des voleurs, Eurydice, Roméo et Jeannette, L'Invitation au château, Colombe, Médée ; Marcel Aymé, la Tête des autres, Les Quatre vérités, Les Oiseaux de Lune, Les Maxibules ; Paul Claudel, Le Pain dur ; Félicien Marceau, L'Œuf, Catarina, L'Etouffe-chrétien, La Bonne soupe, Le Babour, Un jour j'ai rencontré la vérité ; Françoise Sagan, Château en Suède, Un piano dans l'herbe ; René de Obaldia, Le Satyre de la Villette ; Jacques Audiberti, Une fourmi dans le corps ; Georges Neveux, Zamore ; Dominique Rolin, L'Epouvantail ; Remo Forlani, Au bal des chiens ou Jean-Claude Carrière, L'Aide Mémoire.
Son répertoire comporte en outre des œuvres de dramaturges classiques tels que Racine, Molière, Régnard, Marivaux, Carlo Gozzi, Beaumarchais et Musset, mais aussi, plus contemporains, comme Pirandello, Dürrenmatt, Ugo Betti et Tennessee Williams, dont il assure la création de certaines pièces en France.
Son ascendance maternelle russe et son alliance avec la famille de Léon Bakst en font également un subtil médiateur de l'atmosphère slave, en particulier de Tchekhov, Tourgueniev, Ostrovski, Maïakovski, qu'il traduit à chaque fois, et de Gogol, dont il traduit le théâtre pour la Bibliothèque de la Pléiade.
Au nombre de ses traductions, on compte celle des Géants de la Montagne de Luigi Pirandello, dont il a fait connaissance  à Florence en 1933. Il adapte L'Idiot et Crime et Châtiment de Dostoïevski, La Punaise de Vladimir Maïakovski et Un mois à la campagne de Ivan Tourgueniev.
En matière de réalisation cinématographique, il laisse un unique film (1952) inspiré de Macbeth, dont il a écrit le scénario avec Jean Anouilh, Le Rideau rouge, un film interprété par Michel Simon, Pierre Brasseur et Monelle Valentin. Il adapte  aussi, pour la Télévision Française, plusieurs de ses succès de théâtre et en assure ensuite la réalisation : Le Roi Cerf, Les Oiseaux de Lune, Le Révizor, Château en Suède ou L'Idiot.

## Animateur de la scène française

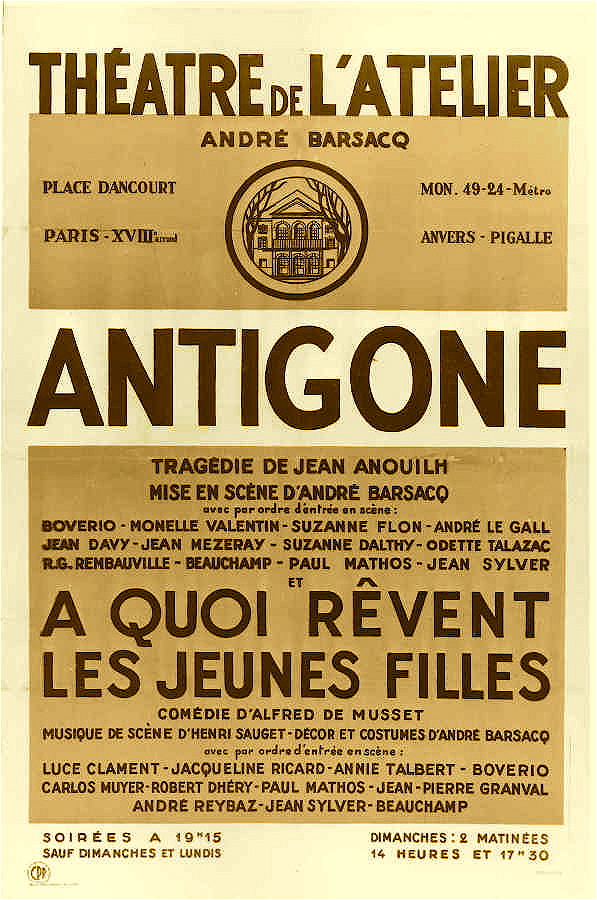
Affiche de la création d'Antigone

Que ce soit au Théâtre de l'Atelier, à la Comédie-Française, à l'Odéon ou à l'Opéra Garnier, André Barsacq va durant trois décennies présenter plus de 80 spectacles dont 40 créations soit plus à l'époque que tous les théâtres subventionnés.
Il dirige plusieurs des artistes majeurs de son temps : Jean Vilar, Michel Bouquet, Philippe Noiret, Michel Piccoli, Yves Robert, Charles Denner, Jean-Paul Belmondo, François Périer, Jacques Dufilho, Jean Rochefort, Laurent Terzieff, Claude Rich, Michael Lonsdale, Jean Dasté, Alain Cuny, Jean-Pierre Marielle, Jacques François, Niels Arestrup, Pierre Arditi, Jacques Higelin, Pierre Vaneck, André Schlesser, Jacques Perrin, Philippe Avron ou Roland Dubillard, mais encore Arletty, Delphine Seyrig, Brigitte Bardot, Jeanne Moreau, Maria Casarès, Edwige Feuillère, Marie Bell, Silvia Monfort, Marina Vlady, Tania Balachova, Claude Jade, Danièle Delorme, Emmanuelle Riva ou Suzanne Flon.
Tout au long de sa carrière, il fait appel à de nombreux artistes comme les peintres et décorateurs Jacques Dupont, Jacques Noël, Lucien Coutaud, Léon Gischia, Raymond Peynet, Alexandre Trauner, Jean-Denis Malclès et René Allio ou à des musiciens comme Darius Milhaud, Georges Auric, Francis Poulenc, Henri Sauguet, Jean Wiener, Georges Delerue, André Popp, Joseph Kosma et Jacques Loussier.

### Metteur en scène d'art lyrique
André Barsacq a travaillé à de nombreuses reprises pour l'opéra.
Il dirige entre autres Maria Callas dans Médée de Luigi Cherubini en 1953 au Teatro Communale de Florence, Renata Tebaldi dans La Tosca de Giacomo Puccini en 1960 à l'Opéra de Paris et enfin Régine Crespin dans La Gioconda d'Amilcare Ponchielli en 1967 à l'Opéra de Marseille.
Il met également en scène The Turn of the Screw (Le Tour d'écrou) de Benjamin Britten et la création de Sud de Julien Green et Kenton Coe en 1965 à l'Opéra de Marseille ou encore de Madame de... de Jean-Michel Damase, d'après Louise de Vilmorin, sur un livret de Jean Anouilh en 1970 à l'Opéra de Monte-Carlo.

### Activité théâtrale militante
Praticien et homme d'action, André Barsacq a exercé pendant vingt-cinq ans un rôle déterminant pour l'organisation et la défense des professions du spectacle. En 1958, il fonde le « Nouveau Cartel » avec Jean-Louis Barrault, Jean Mercure et Raymond Rouleau, inspiré du Cartel des quatre dans le sillage duquel il est inscrit.
Fondateur en 1947 avec Charles Dullin et Gaston Baty, président en 1950, puis président d'honneur du Syndicat national des metteurs en scène en 1962, il obtient en 1960 la signature avec les pouvoirs publics de la convention collective reconnaissant les droits de créateur des metteurs en scène et leurs droits de salariés. Il reprend la présidence effective du syndicat en 1968.
Il a aussi été président du Centre français du théâtre et fondateur du Théâtre pour l'enfance.
Parmi ses assistants au Théâtre de l'Atelier, on dénombre, entre autres, Claude Régy, Marcel Camus et Gérard Vergez.
Son activité l'entraîne en dehors de France, au cours de nombreuses tournées avec ses troupes, celle du Théâtre des Quatre Saisons puis celle de l'Atelier, au Brésil, aux États-Unis, en Italie, en Écosse, en Israël, au Liban, en Yougoslavie, en Bulgarie, en Roumanie, aux Pays-Bas ou en URSS.
Félicien Marceau a écrit à son sujet : « Animateur au sens le plus fort du terme, il ne se contentait pas de voir des auteurs, il les suscitait. II ne se contentait pas d'engager des acteurs, il allait en chercher auxquels personne n'aurait pensé. Auteurs et acteurs, on ne compte pas ceux qui lui doivent cette chose capitale, et la plus difficile : leur première chance, leur première affirmation. Cela aussi, c'était tout ensemble le talent et la générosité. Pour que le théâtre soit vivant, pour qu'il soit cette passion qui brûle et sans quoi il n'est pas de répliques feintes devant des murs feints, il y faut cet amour, cette ferveur, ce courage, ce goût du risque, cette rigueur, ce respect du public. C'est tout cela qu'il y avait chez André Barsacq. »
Mort en 1973 à l'âge de 64 ans, alors qu'il préparait avec Georges Wilson le montage du Long voyage vers la nuit d'Eugene O'Neill, André Barsacq est inhumé à Paris, au cimetière des Batignolles, où repose également son épouse Mila, décédée en 2000.
À Montmartre, dans le 18e arrondissement, la partie de la rue Berthe (il habitait au numéro 2) comprise entre la rue Foyatier et la rue Drevet est rebaptisée rue André-Barsacq par arrêté municipal du 30 août 1978.
André Barsacq est le père de Jean-Louis Barsacq, auteur de sa biographie, de la comédienne Élisabeth Alain, du metteur en scène Alain Alexis Barsacq, de l'architecte Michel Barsacq et de Katherine Barsacq, la femme du sculpteur et orfèvre Goudji.
À l'occasion du centenaire de sa naissance, le ministère de la Culture retient le nom d'André Barsacq dans le cadre des célébrations nationales 2009.

## Décorations
- Chevalier de l'ordre des Arts et des Lettres en 1959, au titre de « metteur en scène, directeur du théâtre de l'Atelier »[9]

## Chronologie scénique d'André Barsacq

### 1928-1939, avant qu'André Barsacq devienne directeur du Théâtre de l'Atelier
- 1928: Volpone de Jules Romains et Stefan Zweig, d'après Ben Jonson ; décors et costumes ; mise en scène Charles Dullin, Théâtre de l'Atelier.
- 1930: André Barsacq renouvelle pour la Compagnie des Quinze de Michel Saint-Denis le dispositif scénique du Théâtre du Vieux-Colombier.
- 1930: Le Stratagème des roués de George Farquhar ; décors et costumes ; mise en scène Charles Dullin, Théâtre de l'Atelier.
- 1930: Musse de Jules Romains ; décors et costumes ; mise en scène Charles Dullin, Théâtre de l'Atelier.
- 1931: Noé d'André Obey ; décors et costumes ; mise en scène Michel Saint-Denis, Théâtre du Vieux Colombier.
- 1931: Le viol de Lucrèce d'André Obey ; décors et costumes ; mise en scène Michel Saint-Denis, Théâtre du Vieux Colombier.
- 1932: La famille Carvajal de Prosper Mérimée ; décors et costumes ; mise en scène Charles Dullin, Théâtre de l'Atelier.
- 1932: Lanceurs de graines de Jean Giono ; décors et costumes ; mise en scène Michel Saint-Denis, Théâtre du Vieux Colombier.
- 1932: La paysanne de Vallécas d’Henri Ghéon, d’après Tirso de Molina, décors et costumes ; mise en scène Michel Saint-Denis, Théâtre du Vieux Colombier.
- 1933: Violante d'Henry Ghéon ; décors et costumes ; mise en scène Michel Saint-Denis, Théâtre du Vieux Colombier.
- 1933: Le Mystère de Santa Uliva ; décors, costumes, scénographe et assistant du metteur en scène Jacques Copeau au Mai Florentin.
- 1934: Perséphone d'André Gide, musique d'Igor Stravinsky, décors et costumes pour les Ballets d'Ida Rubinstein, Opéra de Paris.
- 1934: Sémiramis de Paul Valéry, musique d'Arthur Honegger, décors et costumes pour les Ballets d'Ida Rubinstein, Opéra de Paris.
- 1935: Savonarole de Rino Alessi ; décors, costumes, scénographe et assistant du metteur en scène Jacques Copeau au Mai Florentin.
- 1935: Le Médecin de son honneur de Calderon, adaptation d'Alexandre Arnoux ; décors et costumes ; mise en scène Charles Dullin, Théâtre de l'Atelier.
- 1936: Beaucoup de bruit pour rien de Shakespeare ; décors et costumes ; mise en scène Jacques Copeau, Théâtre de la Porte Saint-Martin
- 1936: Napoléon Unique de Paul Raynal ; décors et costumes ; mise en scène Jacques Copeau, Théâtre de la Porte Saint-Martin.
- 1937: Médecin Volant de Molière, mise en scène, décors et costumes pour la "Compagnie des Quatre Saisons".
- 1937: Le Roi-Cerf de Carlo Gozzi, mise en scène, décors et costumes à l'Exposition Internationale de Paris puis au French Theatre of New York.
- 1937: Knock de Jules Romains, mise en scène, décors et costumes au French Theatre of New York.
- 1937: Le Voyage de Monsieur Perrichon d'Eugène Labiche, mise en scène, décors et costumes au French Theatre of New York.
- 1937: Jean de la Lune de Marcel Achard, mise en scène, décors et costumes au French Theatre of New York.
- 1937:  Y'avait un prisonnier de Jean Anouilh, mise en scène, décors et costumes au French Theatre of New York.
- 1938:  Bal des voleurs de Jean Anouilh, mise en scène, décors et costumes, musique de Darius Milhaud au Théâtre des Arts et au French Theatre of New York.
- 1938:  A chacun sa vérité de Luigi Pirandello, mise en scène, décors et costumes au French Theatre of New York.
- 1938: L'Enterrement d'Henry Monnier, mise en scène, décors et costumes au French Theatre of New York.
- 1939: Fourberies de Scapin de Molière, mise en scène, décors et costumes au French Theatre of New York.
- 1939: Siegfried de Jean Giraudoux, mise en scène, décors et costumes au French Theatre of New York.
- 1940: Marie-Jeanne de D'Ennery, adaptation de Jean Anouilh mise en scène, décors et costumes au Théâtre des Arts.

### 1940-1953, Ayant pris la direction du Théâtre de l'Atelier, André Barsacq y joue "l'ère" de Jean Anouilh.
- 1940 : reprises du  Bal des voleurs de Jean Anouilh et de L'Enterrement d'Henry Monnier.
- 1940 : Léocadia de Jean Anouilh ; décors et costumes ; musique de Francis Poulenc ; mise en scène de Pierre Fresnay, Théâtre de la Michodière.
- 1940 : Le Cid de Pierre Corneille ; décors et costumes ; mise en scène Jacques Copeau, Comédie-Française.
- 1941 : Rendez-vous de Senlis de Jean Anouilh, mise en scène, décors et costumes, Théâtre de l'Atelier.
- 1941 : Vêtir ceux qui sont nus de Luigi Pirandello, adaptation, mise en scène, décors et costumes, Théâtre de l'Atelier.
- 1941 : Eurydice  de Jean Anouilh, mise en scène, décors et costumes, Théâtre de l'Atelier.
- 1942 : Sylvie et le Fantôme d'Alfred Adam, mise en scène, décors et costumes, Théâtre de l'Atelier.
- 1943 : L'Honorable Monsieur Pepys de Georges Couturier, mise en scène, décors et costumes, Théâtre de l'Atelier.
- 1944 : Antigone de Jean Anouilh, mise en scène, décors et costumes, Théâtre de l'Atelier.
- 1944 : À quoi rêvent les jeunes filles d'Alfred de Musset, mise en scène, décors et costumes, Théâtre de l'Atelier.
- 1945 : Frères Karamazov de Dostoïevski, adaptation par Jacques Copeau, mise en scène, décors et costumes, Théâtre de l'Atelier.
- 1945 : L'Agrippa ou la folle journée, auteur, mise en scène, décors et costumes, Théâtre de l'Atelier.
- 1946 : Roméo et Jeannette de Jean Anouilh, mise en scène, décors et costumes, Théâtre de l'Atelier.
- 1947 : L'Invitation au château de Jean Anouilh, mise en scène, décors et costumes ; musique Francis Poulenc, Théâtre de l'Atelier.
- 1948 : Revizor de Nicolas Gogol ; mise en scène ; décors et costumes d'André Bakst, Théâtre de l'Atelier.
- 1949 : Nuit des hommes de Jean Bernard-Luc, mise en scène, décors et costumes, Théâtre de l'Atelier.
- 1949 : Pain dur de Paul Claudel, mise en scène, décors et costumes, Théâtre de l'Atelier.
- 1949 : La Perle de la Canebière d'Eugène Labiche et Marc-Michel ; mise en scène ; décors et costumes de Raymond Peynet, Théâtre de l'Atelier.
- 1950 : Henri IV de Luigi Pirandello ; mise en scène ; décors et costumes de Léon Gischia, Théâtre de l'Atelier.
- 1951 : Colombe de Jean Anouilh, mise en scène, décors et costumes, Théâtre de l'Atelier.
- 1952 : La Tête des autres de Marcel Aymé ; mise en scène ; décors et costumes de Jean-Denis Malclès, Théâtre de l'Atelier.
- 1953: Zamore de Georges Neveux, mise en scène, décors et costumes, Théâtre de l'Atelier.
- 1953 : Médée de Jean Anouilh ; mise en scène ; décor et costumes d'André Bakst, Théâtre de l'Atelier.
- 1953 : Le Joueur d'Ugo Betti, adaptation de Maurice Clavel, mise en scène, décor et costumes, musique de Georges Delerue, Théâtre de l'Atelier.

### 1954-mai 1968, Barsacq révèle les talents de Marcel Aymé, de Félicien Marceau, de Françoise Sagan, des classiques russes...
- 1954 : Les Quatre Vérités de Marcel Aymé ; mise en scène ; décors et costumes de Jean-Denis Malclès, Théâtre de l'Atelier.
- 1954 : Caterina de Félicien Marceau, mise en scène, décors et costumes, Théâtre de l'Atelier.
- 1955 : La Mouette d'Anton Tchekhov, adaptation de Ludmilla et Georges Pitoëff ; mise en scène ; décors et costumes d'André Bakst, Théâtre de l'Atelier.
- 1955 : Les Oiseaux de lune de Marcel Aymé ; mise en scène ; décors et costumes de Jacques Noël, musique de Madeleine Geoffroy, Théâtre de l'Atelier.
- 1956 : des Fourberies de Scapin de Molière, mise en scène, décors et costumes, Théâtre de l'Atelier
- 1956 : L’Œuf de Félicien Marceau ; mise en scène ; décors et costumes de Jacques Noël, Théâtre de l'Atelier.
- 1957 : Légataire universel de Régnard ; mise en scène ; décors et costumes de François Ganeau, Théâtre de l'Atelier.
- 1957 : Acteurs de bonne foi de Marivaux ; mise en scène ; décors et costumes d'Yvon Henry, Théâtre de l'Atelier.
- 1958 : L'Épouvantail de Dominique Rolin ; mise en scène ; décor de Jacques Noël, Théâtre de l'Œuvre.
- 1958 : La Bonne Soupe de Félicien Marceau ; mise en scène ; décors et costumes de Jacques Noël, Théâtre du Gymnase.
- 1959 : Bérénice de Jean Racine ; mise en scène ; décors et costumes de Jean-Denis Malclès, Théâtre du Gymnase.
- 1959 : La Punaise de Vladimir Maïakovski ; adaptation et mise en scène ; décors et costumes d'André Bakst, musique de Jean Wiener, Théâtre de l'Atelier.
- 1959 : Une demande en mariage d'Anton Tchekhov ; adaptation et mise en scène ; décors d'Yvon Henry, costumes de Rita Bayance, Théâtre de l'Atelier.
- 1959 : Un beau dimanche de septembre d'Ugo Betti ; mise en scène ; décors et costumes de Jacques Noël, musique André Popp, Théâtre de l'Atelier.
- 1960 : Château en Suède de Françoise Sagan ; mise en scène ; décors et costumes de Jacques Dupont, Théâtre de l'Atelier.
- 1960 : L'Étouffe-chrétien de Félicien Marceau ; mise en scène ; décors et costumes de Jacques Noël, Théâtre de la Renaissance.
- 1961 : Les Ambassades de Roger Peyrefitte ; mise en scène ; décors et costumes d'A. François, Théâtre des Bouffes-Parisiens
- 1961 : Barbier de Séville de Beaumarchais ; mise en scène ; décors et costumes de Jean-Marie Simon, Théâtre de l'Atelier.
- 1961 : Les Maxibules de  Marcel Aymé ; mise en scène ; décors et costumes de Jacques Noël, Théâtre des Bouffes-Parisiens
- 1962 : L'Avare de Molière ; mise en scène ; décor et costumes d'Yvon Henry, Théâtre de l'Atelier.
- 1962 : Les Cailloux de Félicien Marceau ; mise en scène ; décors et costumes de Jacques Dupont, Théâtre de l'Atelier.
- 1962 : La Fourmi dans le corps de Jacques Audiberti ; mise en scène ; décors et costumes de Jacques Dupont, Comédie-Française
- 1962: Frank V de Friedrich Durrenmatt ; mise en scène ; décors et costumes de Jacques Dupont musique de Jacques Loussier, Théâtre de l'Atelier.
- 1963 : Satyre de la Villette de René de Obaldia ; mise en scène ; décors et costumes de Jacques Noël , musique d'André Popp, Théâtre de l'Atelier.
- 1963 : Un mois à la campagne d'Ivan Tourgueniev, adaptation et mise en scène ; décors et costumes de Jacques Dupont, Théâtre de l'Atelier.
- 1964 : Monstre Turquin de Carlo Gozzi, adaptation et mise en scène ; décors et costumes de Jacques Noël, musique d'André Popp, Théâtre de l'Atelier.
- 1965 : Ce soir, on improvise de Luigi Pirandello, adaptation par Michel Arnaud ; mise en scène ; décors et costumes de René Allio, Théâtre de l'Atelier.
- 1965 : La Provinciale d'Ivan Tourgueniev ; adaptation et mise en scène ; décors et costumes de Jacques Noël, Odéon-Théâtre de France.
- 1966 : L'Idiot de Dostoïevski ; adaptation et mise en scène ; décors et costumes de Jacques Dupont, Théâtre de l'Atelier.
- 1966 : Trois Sœurs d'Anton Tchekhov, adaptation de Georges Pitoëff et Pierre Jean Jouve ; mise en scène ; décors et costumes de Jacques Dupont, Théâtre Hébertot.
- 1967 : Un jour j'ai rencontré la vérité de Félicien Marceau ; mise en scène ; costumes de Courrèges, Comédie des Champs-Élysées
- 1967 : Duel d'Anton Tchekhov ; adaptation et mise en scène ; décors et costumes de Jacques Dupont, Théâtre de l'Atelier.
- 1967 : Opéra pour un tyran d'Henri-François Rey ; mise en scène ; décors et costumes d'André Acquart, Théâtre de l'Atelier.
- 1968 : Chemins de fer d'Eugène Labiche ; mise en scène ; décors et costumes de Jacques Noël , musique d'André Popp, Théâtre de l'Atelier.
- 1968 : Siegfried de Jean Giraudoux ; mise en scène ; décors et costumes de Jacques Noël, Théâtre des Célestins.

### mai 1968-1972, Dernières pièces
- 1968 : L'Aide-mémoire de Jean-Claude Carrière ; mise en scène ; décor et costumes d'Agostino Pace, Théâtre de l'Atelier.
- 1969 : Le Babour de Félicien Marceau ; mise en scène ; décor et costumes de Michel Alexis (pseudo de Michel et Alain-Alexis Barsacq), Théâtre de l'Atelier.
- 1969 : Mon destin moqueur d'Anton Tchekhov, adaptation avec L. Maliouguine et mise en scène ; décors et costumes de Léon Barsacq, Théâtre Hébertot
- 1970 : La Forêt de Alexandre Ostrovski, adaptation et mise en scène ; décors et costumes de Michel Alexis, Théâtre de l'Atelier.
- 1970 : Un piano dans l'herbe de Françoise Sagan ; mise en scène ; décors et costumes de Jacques Dupont ; musique de Frédéric Botton, Théâtre de l'Atelier.
- 1971 : Doux Oiseau de la jeunesse de Tennessee Williams, adaptation Françoise Sagan ; mise en scène ; décors et costumes de Jacques Dupont ; musique Frédéric Botton, Théâtre de l'Atelier.
- 1971 : Au bal des chiens de Remo Forlani ; mise en scène ; décor de Michel Alexis, costumes de J. Voulet, Théâtre de l'Atelier.
- 1971 : Haggerty, où es-tu ? de David Mercer ; adaptation Roland Dubillard ; mise en scène ; décor et costumes d'Alexandre Trauner, Théâtre de l'Atelier.
- 1972 : David, la nuit tombe de Bernard Kops, adapté par E. Zerline ; mise en scène ; décors et costumes de Jean-Loup Martin, Théâtre de l'Atelier.
- 1972 : Crime et Châtiment de Dostoïevski, adaptation et mise en scène ; décors et costumes de Hubert Monloup et Alain-Alexis Barsacq, Théâtre de l'Atelier.

## Filmographie

### Réalisateur et scénariste
- 1952 : Le Rideau rouge, co-écrit avec Jean Anouilh
- 1964 : Château en Suède (téléfilm)
- 1966 : Un mois à la campagne (téléfilm)
- 1967 : Le Roi Cerf (téléfilm)
- 1968 : L'Idiot (téléfilm)
- 1972 : Le Babour (téléfilm)
- 1972 : La Forêt (téléfilm)
- 1973 : David, la nuit tombe (téléfilm)
- 1974 : Les Oiseaux de lune (téléfilm)

### Scénariste
- 1960 : Les Joueurs (téléfilm) de Marcel Bluwal
- 1969 : Le Revizor (téléfilm) de Marcel Bluwal

### Assistant-metteur en scène
- 1928 : Maldone de Jean Grémillon
- 1929 : Gardiens de phare de Jean Grémillon
- 1934 : La Dolorosa de Jean Grémillon

### Décorateur
- 1928 : L'Argent de Marcel L'Herbier
- 1928 : Maldone de Jean Grémillon
- 1929 : Gardiens de phare de Jean Grémillon
- 1930 : Le Mystère de la chambre jaune de Marcel L'Herbier
- 1932 : Pour un sou d'amour de Jean Grémillon
- 1934 : N'aimer que toi d'André Berthomieu
- 1936 : Courrier sud de Pierre Billon
- 1937 : Yoshiwara de Max Ophüls
- 1939 : Les Otages de Raymond Bernard
- 1940 : Volpone de Maurice Tourneur
- 1942 : L'Honorable Catherine de Marcel L'Herbier
- 1942 : Lumière d'été de Jean Grémillon

## Publications

### Pièce, traductions et adaptations
- André Barsacq, L'Agrippa, Comédie en trois actes, Bordas, 1947
- Anton Tchekhov, Préface et traduction, 7 pièces en un acte, Denoël, 1955
- Vladimir Maïakovski, Adaptation de La Punaise, Comédie féerique, Paris-Théâtre, no 144, 1959
- Ivan Tourgueniev, Préface et traduction, Théâtre, Denoël, 1963
- Ivan Tourgueniev, Adaptation d'Un Mois à la campagne, L’Avant-Scène Théâtre, no 307, 1964
- Nicolas Gogol, Traduction du Théâtre in Œuvres complètes, Bibliothèque de la Pléiade, Gallimard 1966
- Fiodor Dostoïevski, Adaptation de L’Idiot, L'Avant-Scène Théâtre, no 367, 1966
- Luigi Pirandello, Traduction, Les Géants de la Montagne, Denoël, 1967
- Alexandre Ostrovski, Adaptation de La forêt, L'Avant-Scène Théâtre, no 447, 1970
- Nicolas Gogol, Traduction du Révizor, Folio Théâtre, Gallimard 2013

### Textes, hommages et polémiques
- L'Architecture d'aujourd'hui, no 9, septembre 1938
- Propos sur la mise en scène, Ed. Françaises Nouvelles 1943
- Où va le théâtre, Intermède, no 1, printemps 1946
- Bakst, Intermède, no 2, septembre 1946
- Lois scéniques, La Revue théâtrale, no 5, avril-mai 1947
- Qu’est devenu le Cartel, Opéra, nos 117, 6 août 1947
- Hommage à Jacques Copeau, Arts, 28 octobre 1949
- L’expérience de trois mises en scène de plein air, in Architecture et dramaturgie, Bibliothèque d'esthétique, Flammarion, 1950
- Notes sur la mise-en-scène du Révizor, Europe, juillet 1952
- Préface et mise en scène au Voyage de Monsieur Perrichon d'Eugène Labiche, Coll. Mise en Scène, Éditions du Seuil, 1954
- La Mouette de Tchékhov, France-URSS, no 116, 1955
- Quels sont les responsables de la crise du théâtre, Les Nouvelles Littéraires, no 1508, 26 juillet, 1956
- Jean Anouilh, A l'Atelier pendant près de 15 ans, Cahiers de la compagnie M. Renaud-J.L. Barrault, mai 1959
- Vsevolod Meyerhold, le premier metteur en scène de "La Punaise", Paris Théâtre, no 144, mai 1959
- Jacques Copeau in "Cahiers Jacques Copeau, Connaissance du théâtre", octobre-novembre 1959
- Félicien Marceau mis en scène, Livres de France no 4, Éditions du Seuil, 1961
- Ce soir on improvise : la dramaturgie de Luigi Pirandello, L’Avant-Scène Théâtre, no 333, 1965
- Au sujet de Dostoïevski, Plaisir de France, supplément théâtral, nos 337, 1966
- Luigi Pirandello, La tragédie moderne, Europe, juin 1967
- Un heureux mariage, L’Avant-Scène Théâtre, no 389, 1967
- Notes à propos de l'Aide-Mémoire de Jean-Claude Carrière, L’Avant-Scène Théâtre, no 415, 1968
- Réflexions à propos du Barbier de Séville, L’Avant-Scène Théâtre, no 457, 1970
- Discours sur Nicolas Evreïnoff, Revue des Études slaves, no 53, 1981
- Correspondance avec Isabelle Rivière au sujet Grand Meaulnes, Association des amis de Jacques Rivière et d'Alain-Fournier, no 118, 2007